# Conservatorismo nel Regno Unito
Il Conservatorismo nel Regno Unito è legato alle sue controparti di altre nazioni occidentali, ma ha una tradizione distinta e ha abbracciato una vasta gamma di teorie nel corso dei decenni. Il Partito Conservatore, che forma il partito principale del centro-destra in Gran Bretagna ha sviluppato diverse fazioni e ideologie interne.

## Origini

### Edmund Burke
Edmund Burke è spesso considerato il padre del moderno conservatorismo inglese nel mondo di lingua inglese. Burke era un membro di una fazione conservatrice del Partito Whig; Il moderno Partito Conservatore tuttavia è stato descritto come "l'erede, e in qualche misura la continuazione, del Partito Tory "di Lord Norton of Louth, e i conservatori sono spesso indicati come Tories. Lo studioso australiano Glen Worthington ha detto: "Per Edmund Burke e gli australiani di una mentalità simile, l'essenza del conservatorismo si trova in un corpo di teoria, ma nella disposizione di mantenere quelle istituzioni viste come centrali per le credenze e le pratiche della società.

### Tories
La vecchia forma stabilita e, dopo l'Atto di unione del 1707, il conservatorismo britannico, era rappresentato dal Tory Party. Riflette sull'atteggiamento di una classe di proprietari terrieri rurali e sosteneva le istituzioni della monarchia, la Chiesa anglicana, la famiglia, proprietà come la migliore difesa dell'ordine sociale. Nelle prime fasi della rivoluzione industriale, sembrava essere totalmente contrario a un processo che sembrava minare alcuni di questi baluardi, e la nuova élite industriale era vista da molti come nemica dell'ordine sociale.

## Storia
Robert Peel fu in grado di riconciliare la nuova classe industriale con la classe terriera dei Tory convincendo quest'ultima ad accettare l'abrogazione delle Corn Laws nel 1846 e ad adottare il laissez-faire in economia dal 1918 in poi. La nuova coalizione di proprietari terrieri tradizionali e degli industriali costituì il nuovo Partito Conservatore.

### Sviluppo del conservatorismo uninazionale
Il conservatorismo si è evoluto dopo il 1820, abbracciando il libero scambio nel 1846 e l'impegno per la democrazia, in particolare sotto Disraeli. L'effetto fu di rafforzare significativamente il conservatorismo come forza politica di base. Il conservatorismo non era più la difesa filosofica dell'aristocrazia terriera, ma era stata rinfrescata nel ridefinire il suo impegno verso gli ideali dell'ordine, sia laico che religioso, espandendo l'imperialismo, rafforzando la monarchia e una visione più generosa dello stato sociale in opposizione alla punitiva visione dei Whigs e dei Liberali. Già nel 1835, Disraeli attaccò i Whigs e gli utilitaristi come servili e devoti a un'oligarchia industriale, mentre descriveva i suoi compagni Tories come l'unico "partito veramente democratico d'Inghilterra" e dedicato agli interessi di tutto il popolo. Tuttavia, all'interno del partito c’era tenzione tra il crescente numero di ricchi uomini d'affari da un lato, e l'aristocrazia e la nobiltà rurale dall'altro. L'aristocrazia acquistò forza quando gli uomini d'affari scoprirono che potevano usare le loro ricchezze per comprare la parìa e una tenuta di campagna.
Disraeli istituì un Conservative Central Office, fondato nel 1870, e la neonata National Union (che riuniva associazioni locali di volontariato), conferì al partito "unità e forza addizionali", e le opinioni di Disraeli su riforma sociale e disparità di ricchezza tra i più ricchi e i più poveri della società presumibilmente "hanno aiutato il partito a abbattere le barriere di classe", secondo Lord Norton, conservatore. Da giovane, Disraeli è stato influenzato dal romanticismo e dal medievalismo, e sviluppato una critica all'industrializzazione. Nei suoi romanzi, ha delineato un'Inghilterra divisa in due nazioni, ognuna delle quali vive in perfetta ignoranza l'una dell'altra. Previde, come Karl Marx, il fenomeno di un proletariato industriale alienato. La sua soluzione implicava il ritorno a una visione idealizzata di una società aziendale o organica, in cui tutti avevano doveri e responsabilità nei confronti di altre persone o gruppi.
Questo conservatorismo uninazionale è ancora una tradizione significativa nella politica britannica, e nel partito conservatore e nel Partito Laburista, in particolare con l'ascesa del Partito Nazionale Scozzese durante elezioni del 2015.
Benché nominalmente un conservatore, Disraeli era solidale con alcune delle richieste dei cartisti e sosteneva un'alleanza tra la nobiltà terriera e la classe operaia contro il crescente potere della classe media, aiutando fondare il gruppo Young England nel 1842 per promuovere l'idea che i ricchi dovrebbero usare il loro potere per proteggere i poveri dallo sfruttamento della classe media. 
La conversione del partito conservatore in una moderna organizzazione di massa fu accelerata dal concetto di Democrazia Tory attribuito a Lord Randolph Churchill, padre del Primo Ministro britannico Winston Churchill.
Una coalizione liberal-conservatrice durante Prima guerra mondiale, unita all'ascesa del Partito Laburista, accelerò il crollo dei liberali negli anni '20. Dopo Seconda guerra mondiale, il partito conservatore fece concessioni alle politiche socialiste della sinistra. Questo compromesso era una misura pragmatica per riconquistare il potere, ma anche il risultato dei primi successi di pianificazione centrale e della proprietà statale che formava un consenso trasversale. Questo era noto come Butskellism, dopo le quasi identiche keynesiane politiche di Rab Butler a nome dei conservatori, e Hugh Gaitskell per il lavoro.

### Sviluppo del thatcherismo

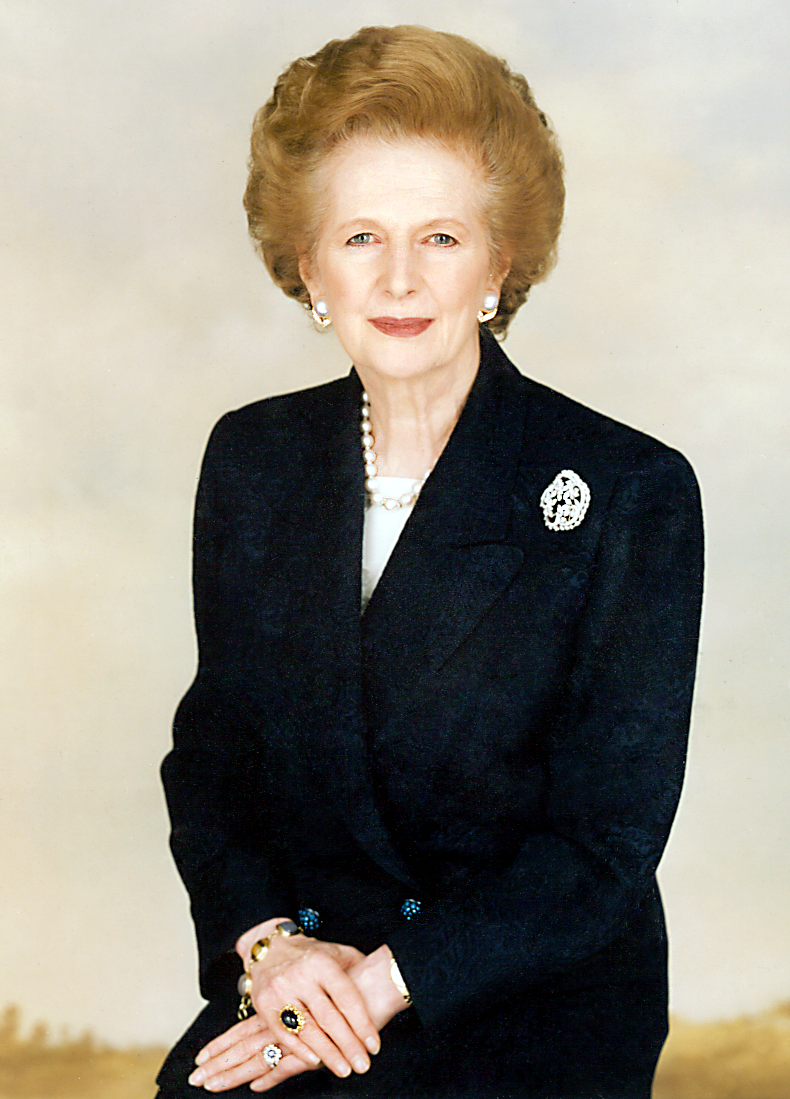
Margaret Thatcher

Tuttavia, negli anni '80, sotto la guida di Margaret Thatcher e l'influenza di Keith Joseph (1918–1994), ci fu un drastico cambiamento nella direzione ideologica del conservatorismo britannico, con un movimento verso il libero mercato nelle politiche economiche e il neoliberismo (noto come thatcherismo). Come spiega un commentatore, "La privatizzazione delle industrie di proprietà statale, prima impensabile, divenne comune [durante il governo di Thatcher] ed è stata imitata in tutto il mondo." La Thatcher era descritta come "una radicale in un partito conservatore", e la sua ideologia è stata vista come confrontata con "istituzioni consolidate" e "credenze accettate dall'élite", entrambi i concetti sono incompatibili con la tradizionale concezione del conservatorismo come supporto all'ordine stabilito e alla convenzione sociale esistente (status quo).

### Conservatorismo moderno
Dopo una sconfitta in tre elezioni generali, il partito conservatore ha selezionato David Cameron nel 2005 e Theresa May nel 2016 come leader del partito (entrambi servono come primi ministri) che hanno cercato di modernizzare e modificare la posizione ideologica del conservatorismo britannico. Un restyling del partito che guarda alla creazione di una società per molti, non solo per pochi privilegiati, e di sopprimere la sua base ristretta e le forme più antiche di conservatorismo che, come Theresa May ha messo nel discorso del 2002 della conferenza di partito, aveva creato un "Partito cattivo", e si crede che sia il motivo per cui hanno perso le tre elezioni generali.
Negli sforzi di rebranding e aumento dell'appello, entrambi i leader del partito hanno adottato politiche che si allineano con il conservatorismo liberale, creazione di politiche ambientali ed energetiche considerate "più verdi" e adottare alcune visioni sociali liberali come l'accettazione del matrimonio tra persone dello stesso sesso, pur mantenendo una dura posizione nel ridurre il disavanzo attraverso politiche economiche di austerità. Altre politiche moderne che si allineano con il conservatorismo uninazionale e con il cristianesimo democratico include la riforma dell'istruzione, estendendo i candidati per i prestiti agli studenti post-universitari, consentendo loro di andare da quelli con background più poveri inoltre, pur continuando ad aumentare le tasse universitarie e introducendo un nuovo cap. Anche enfasi sui diritti umani, in particolare la Convenzione europea sui diritti umani mentre anche sostiene l'iniziativa individuale.

## Partiti politici conservatori nel Regno Unito
- Partito Conservatore
- Partito Unionista Democratico
- UKIP
- Partito Unionista dell'Ulster
- Reform UK

### Nei territori britannici d'oltremare
- One Bermuda Alliance
- Gibraltar Social Democrats
- Anguilla United Front
- Anguilla United Movement
- Cayman Democratic Party
- Virgin Islands Party
- People's Democratic Movement (Turks e Caicos)
- Progressive National Party (Turks e Caicos)